# زياد الجهني
زياد مبارك الجهني المرواني ، لاعب كرة قدم سعودي، يلعب في الوسط في النادي الأهلي.

## مسيرة اللاعب
بدأ في الفئات السنية في النادي الأهلي و وقع أول عقد إحترافي في أغسطس 2020.  و تم تصعيده للفريق الأول و كان إحتياطياً في مباراة الاتحاد .

## الإنجازات

### الجماعية
- دوري الدرجة الأولى للمحترفين: 2022/23
- دوري أبطال آسيا للنخبة: 2024/25

### الفردية
- أفضل لاعب آسيوي شاب في دوري أبطال آسيا للنخبة 2024/25